# Clemens Wilmenrod

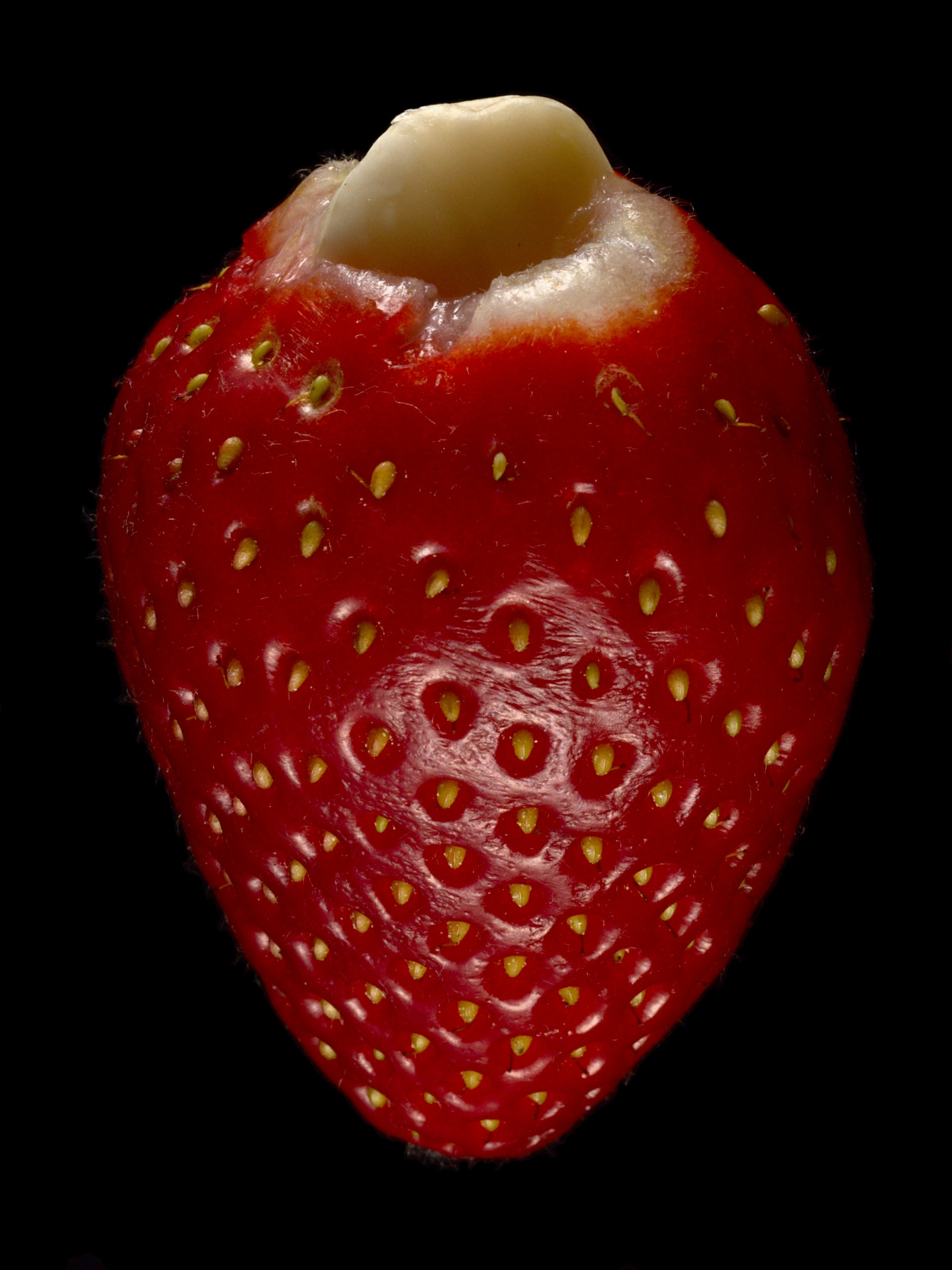
Una Gefüllte Erdbeere (fresa rellena), invento culinario popularizado por Clemens.

Clemens Wilmenrod (a veces como Carl Clemens Hahn) (Oberzeuzheim, Hesse; 24 de julio de 1906-Múnich; 12 de abril de 1967) fue uno de los primeros cocineros televisivos de Alemania. Es conocido por haber sido el inventor de platos dentro de la cocina alemana como son: la  Hawaii Toast (que inspiró a la pizza hawaiana), el Arabisches Reiterfleisch y la Gefüllte Erdbeere (fresa rellena). Hizo muy populares en Alemania métodos de conservación de alimentos como el Rumtopf (conservar frutas en ron). Su popularidad en los programas televisivos alemanes hizo que se popularizara la cocina y sus métodos. Trabajó en la televisión desde el 20 de febrero de 1953 hasta el 16 de mayo de 1964, en un programa titulado «Bitte in zehn Minuten zu Tisch» (En 10 minutos a la mesa) en la WDR.

## Obra
- Es liegt mir auf der Zunge. Hoffmann & Campe, Hamburg 1954.
- Clemens Wilmenrod bittet zu Tisch. Hoffmann & Campe, Hamburg 1956.
- Wie in Abrahams Schoß. Brevier für Weltenbummler und Feinschmecker. Hoffmann & Campe, Hamburg 1958.
- Französische Küche. Verlag Vollmer, Wiesbaden 1963.
- Im Fernsehen gekocht. Hundertundein Rezept von Clemens Wilmenrod. Hoffmann & Campe, Hamburg 1963.